# Greene County (Missouri)
Das Greene County ist ein County im US-amerikanischen Bundesstaat Missouri. Im Jahr 2020 hatte das County 298.915 Einwohner und eine Bevölkerungsdichte von 171 Einwohnern pro Quadratkilometer. Der Verwaltungssitz (County Seat) ist Springfield.

## Geografie
Das County liegt im mittleren Südwesten von Missouri in den Ozarks und jeweils ca. 80 km entfernt von Arkansas im Süden sowie Kansas im Westen Es hat eine Fläche von 1755 Quadratkilometern, wovon sieben Quadratkilometer Wasserfläche sind. Das Greene County grenzt an folgende Nachbarcountys:
| Dade County     | Polk County      | Dallas County  |
|                 |                  | Webster County |
| Lawrence County | Christian County |                |

## Geschichte

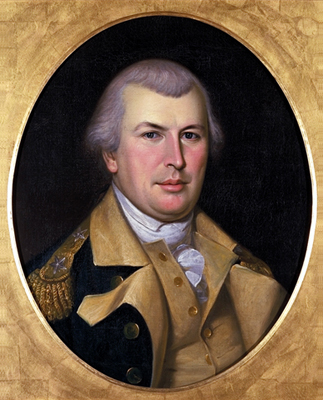
N. Greene

Das Greene County wurde am 2. Januar 1833 aus Teilen des Crawford County gebildet. Benannt wurde es nach Nathanael Greene, einem General im Amerikanischen Unabhängigkeitskrieg.

### Historische Objekte

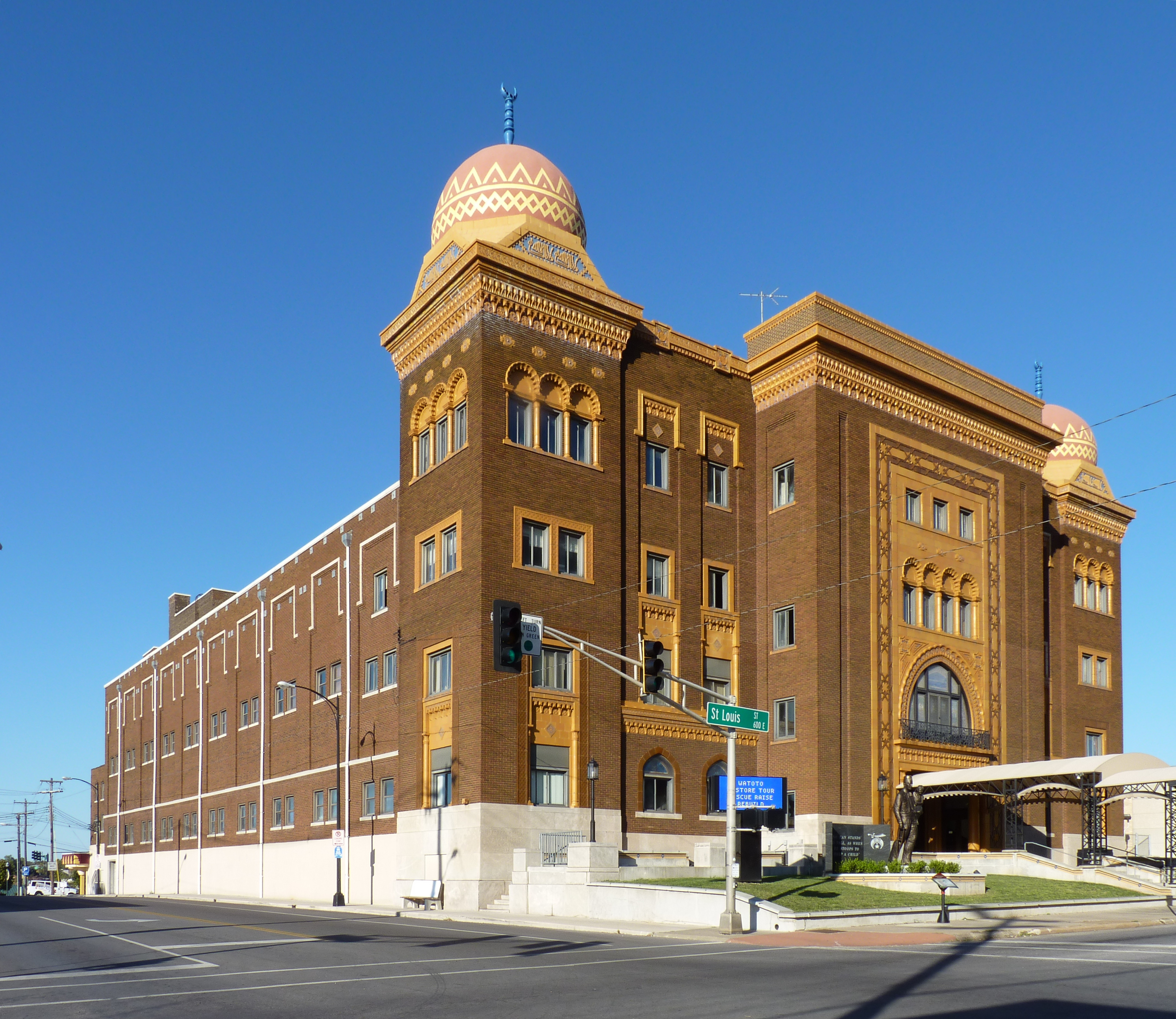
Die Abou Ben Adhem Shrine Mosque in Springfield, seit 1982 im NRHP gelistet
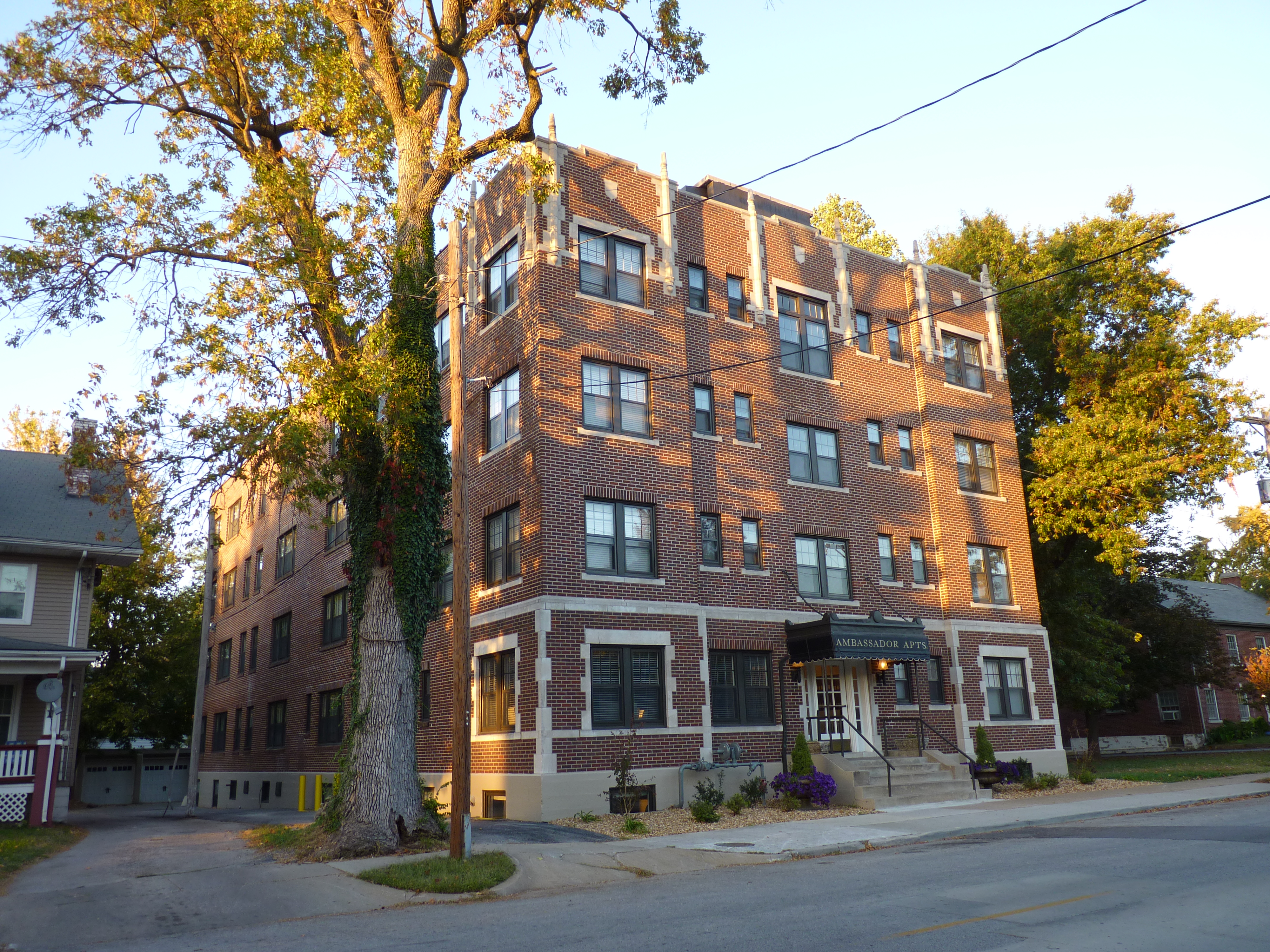
Die Ambassador Apartments in Springfield, seit 2008 im NRHP gelistet
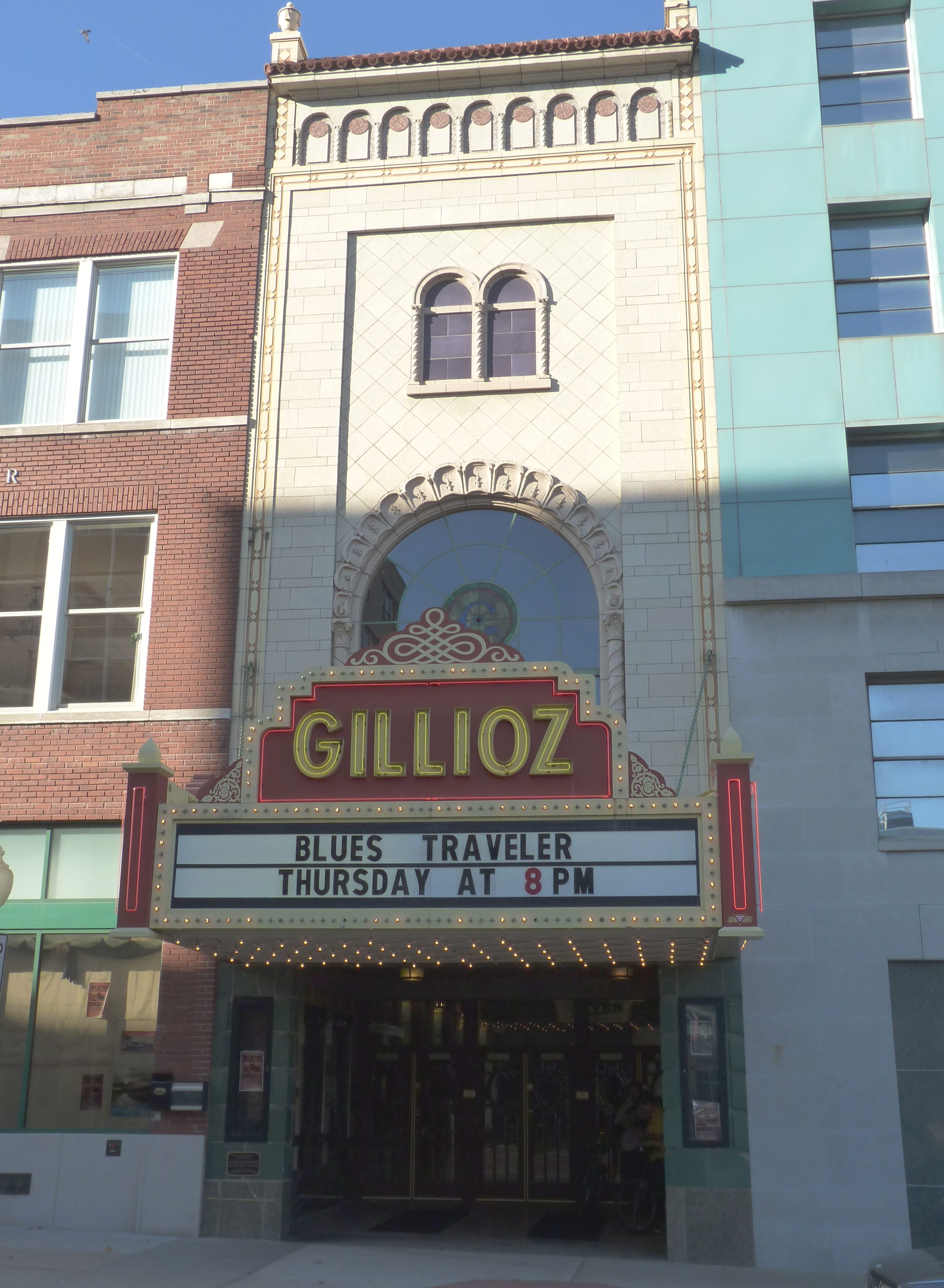
Das Gillioz Theatre in Springfield, seit 1991 im NRHP gelistet
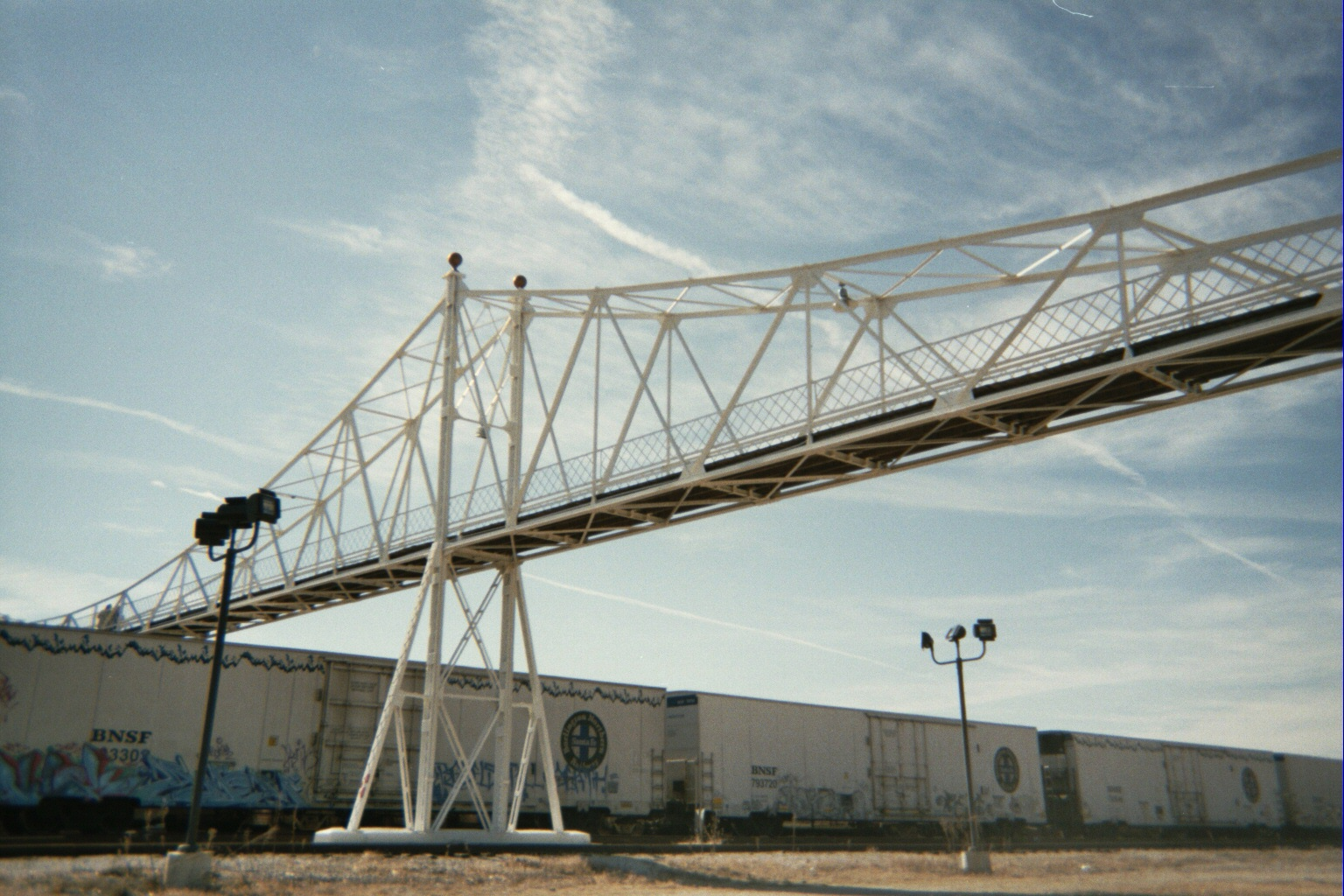
Die Jefferson Street Footbridge in Springfield, seit 2003 im NRHP gelistet

Im Greene County liegt ein National Battlefield, das Wilson's Creek National Battlefield. 71 Bauwerke und Stätten des Countys sind insgesamt im National Register of Historic Places eingetragen (Stand 5. Februar 2018).

## Demografische Daten
Nach der Volkszählung im Jahr 2010 lebten im Greene County 275.174 Menschen in 112.993 Haushalten. Die Bevölkerungsdichte betrug 157,4 Einwohner pro Quadratkilometer. In den 112.993 Haushalten lebten statistisch je 2,28 Personen.
Ethnisch betrachtet setzte sich die Bevölkerung zusammen aus 91,8 Prozent Weißen, 3,1 Prozent Afroamerikanern, 0,7 Prozent amerikanischen Ureinwohnern, 1,7 Prozent Asiaten sowie aus anderen ethnischen Gruppen; 2,5 Prozent stammten von zwei oder mehr Ethnien ab. Unabhängig von der ethnischen Zugehörigkeit waren 3,2 Prozent der Bevölkerung spanischer oder lateinamerikanischer Abstammung.
21,0 Prozent der Bevölkerung waren unter 18 Jahre alt, 64,8 Prozent waren zwischen 18 und 64 und 14,2 Prozent waren 65 Jahre oder älter. 51,3 Prozent der Bevölkerung war weiblich.

Das jährliche Durchschnittseinkommen eines Haushalts lag bei 41.059 USD. Das Pro-Kopf-Einkommen betrug 23.443 USD. 16,2 Prozent der Einwohner lebten unterhalb der Armutsgrenze.

## Ortschaften im Greene County
Citys
| - Ash Grove - Battlefield - Fair Grove | - Republic1 - Rogersville2 - Springfield1 | - Strafford - Walnut Grove - Willard |

Unincorporated Communities
| - Bassville - Bois D'Arc - Brookline - Cave Spring - Cody - Ebenezer - Elwood | - Fruitland - Galloway - Glidewell - Harold - Haseltine - Hickory Barren - Kissick | - Langston - Mentor - Nichols - Oak Grove Heights - Palmetto - Pearl - Phenix | - Plano - Ritter - Sacville - Sequiota - Turners - Valley Water Mills - Wilsons Creek |

1 – teilweise im Christian County

2 – teilweise im Webster County

## Gliederung
Das Greene County ist in 40 Townships eingeteilt:
| Township                 | Einwohner (2010) | FIPS     |
| ------------------------ | ---------------- | -------- |
| Battlefield A Township   | 5812             | 29-03598 |
| Battlefield B Township   | 4199             | 29-03600 |
| Boone No. 1 Township     | 1426             | 29-07270 |
| Boone No. 2 Township     | 863              | 29-07272 |
| Brookline Township       | 2500             | 29-08704 |
| Campbell No. 1 Township  | 2881             | 29-10908 |
| Campbell No. 2 Township  | 1886             | 29-10910 |
| Campbell No. 2A Township | 7023             | 29-10912 |
| Campbell No. 2B Township | 2521             | 29-10914 |
| Campbell No. 2C Township | 2183             | 29-10916 |
| Cass Township            | 1154             | 29-11818 |
| Center No. 1 Township    | 3792             | 29-12648 |
| Center No. 3 Township    | 1811             | 29-12652 |
| Cherokee Township        | 4517             | 29-13465 |
| Clay B Township          | 1795             | 29-14542 |
| Clay C Township          | 3396             | 29-14544 |
| East Clay A Township     | 1082             | 29-20809 |
| East Republic Township   | 4658             | 29-21088 |
| Franklin No. 1 Township  | 25700            | 29-1502  |
| Franklin No. 2 Township  | 3276             | 29-25704 |

| Township                       | Einwohner (2010) | FIPS     |
| ------------------------------ | ---------------- | -------- |
| Jackson No. 1 Township         | 2869             | 29-36213 |
| Jackson No. 2 Township         | 4255             | 29-36216 |
| Murray Township                | 6647             | 29-50852 |
| North Campbell No. 1 Township  | 1760             | 29-52942 |
| North Campbell No. 2 Township  | 2783             | 29-52944 |
| North Campbell No. 3A Township | 2241             | 29-52947 |
| North Campbell No. 3B Township | 1127             | 29-52949 |
| Pond Creek Township            | 1583             | 29-59024 |
| Republic North Township        | 6468             | 29-61265 |
| Robberson No. 1A Township      | 553              | 29-62359 |
| Robberson No. 1B Township      | 1289             | 29-62360 |
| Robberson No. 2 Township       | 2473             | 29-62362 |
| Springfield Township           | 159.496          | 29-70009 |
| Taylor Township                | 2255             | 29-72466 |
| Walnut Grove Township          | 1452             | 29-76858 |
| Washington Township            | 2749             | 29-77452 |
| West Republic Township         | 3949             | 29-78992 |
| Wilson Township                | 4446             | 29-80251 |
| Wilson Township                | 3936             | 29-80255 |
| Wilson Township                | 4566             | 29-80263 |